# European Boxing Confederation
Die European Boxing Confederation (EUBC) ist der europäische Boxsportverband der Amateure und Mitglied des Weltverbands AIBA. Er entstand am 16. Februar 2009 durch die Annahme ihrer Verfassung. Der Verband hat die Funktionen der ehemaligen European Amateur Boxing Association (EABA) übernommen.
Der derzeitige Präsident ist der Italiener Franco Falcinelli. Es gibt zwei stellvertretende Vorsitzende und 16 Vorstandsmitglieder – alle sind männlich, obwohl der Verband das Amateurboxen von beiden Geschlechtern kontrolliert. 
Die EUBC richtet die kontinentalen Meisterschaften der Amateure aus, also die Europameisterschaften und die EU-Meisterschaften.

## Mitglieder
Boxsportverbände aus folgenden Ländern sind Mitglied der EABA:
Albanien, Armenien, Aserbaidschan, Belarus, Belgien, Bosnien-Herzegowina, Bulgarien, Dänemark, Deutschland, England, Estland, Finnland, Frankreich, Georgien, Gibraltar, Griechenland, Irland, Island, Israel, Italien, Kroatien, Lettland, Litauen, Luxemburg, Mazedonien, Moldau, Montenegro, Niederlande, Norwegen, Österreich, Polen, Portugal, Rumänien, Russland, Schottland, Serbien, Slowakei, Slowenien, Schweden, Schweiz, Spanien, Tschechien, Türkei, Ukraine, Ungarn, Wales und Zypern.